# San Cataldo (Taranto)
A San Cataldo katedrális (olasz nyelven Cattedrale di San Cataldo vagy más néven Duomo di San Cataldo) a Tarantói főegyházmegye főszékesegyháza. A város központjában, a Città Vecchia szigetén áll. 1964. október 28-án XXIII. János pápa kisbazilikai rangra emelte.

## Története
1071-ben épült egy ókori templom helyén, román stílusban. Barokk homlokzatát 1713-ban kapta. A katedrális háromhajós, kazettás mennyezet díszíti. Kriptáját 12. századi freskók díszítik. A névadó szentjéről, Szent Cataldus elnevezett kápolnáját a nápolyi Cosimo Fanzago márványszobrai díszítik, valamint a korábbi tarantói érsekek portréi.
A legendák szerint a templom alapjainak építésekor találták meg Szent Cataldus holttestét, akit 475-ben vagy 480-ban végeztek ki a városban. Azóta a templom és egyben Taranto védőszentje is.